# Puerto del Gamo
El puerto del Gamo es un puerto de montaña del interior de la península ibérica, ubicado en el Sistema Central. La ruta que lo atraviesa conecta la comarca de Las Hurdes con el resto de la provincia de Cáceres.

## Descripción
Se encuentra ubicado en la provincia de Cáceres, en el término municipal del Casar de Palomero. El puerto del Gamo, que se encuentra a una altitud de 645 m sobre el nivel del mar, da paso a la comarca de Las Hurdes desde el sur. Aparece descrito en el octavo volumen del Diccionario geográfico-estadístico-histórico de España y sus posesiones de Ultramar de Pascual Madoz de la siguiente manera:

GAMO: puerto de paso en la prov. de Cáceres, part. jud. de Granadilla, térm. del Casar de Palomero, sit. entre las dos eminencias denominadas, Pinojarro y Sta. Bárbara ó Altamira, que forman la primera cordillera de montañas de las Hurdes, facilita casi el único paso de este pais al resto del part.: en el centro del puerto se halla una ermita dedicada á la Sta. Cruz, que parece fué el sitio donde se depositó esta insignia, después de ser apedreada (V. Casar de Palomero); desde el mismo se descubre por el N. la mayor parte de las sierras de Hurdes, y por el S. , casi todo el terreno que se estiende basta el Tajo, solo pueden transitar caballerías.
(Madoz, 1847, p. 287)